# Лысогорка (Куйбышевский район)
Лысого́рка  — село в Куйбышевском районе Ростовской области.
Административный центр Лысогорского сельского поселения.

## География
Село расположено в 25 км юго-восточнее районного центра — села Куйбышево. Через село протекает река Тузлов, на которой севернее и южнее села построены запруды. В северный пруд впадает река Левый Тузлов.
Сообщение с соседними населёнными пунктами осуществляется по автомобильным дорогам. Ближайшая станция железной дороги расположена в посёлке Матвеев-Курган.

## Население
| 2010 |
| ---- |
| 1318 |

По данным переписи 1926 года по Северо-Кавказскому краю, в селе числилось 389 хозяйств и 2067 жителей (1004 мужчины и 1063 женщины), из которых 2050 — украинцы.

## Улицы
| - ул. Калинина, - ул. Кооперативная, - ул. Кушнарева, - ул. Мира, - ул. Молодёжная, - ул. Набережная, | - ул. Нагорная, - пер. Октябрьский, - пер. Победы, - ул. Садовая, - пер. Северный, - ул. Советская, | - ул. Степная, - ул. Таганрогская, - ул. Тузловская, - ул. Чехова, - ул. Шевченко. |

## Достопримечательности
У села расположен комплексный памятник природы регионального значения Лысогорка.